# Aurel Duca
Aurel Duca  (n. 8 ianuarie 1923, Mureș-Oșorhei, România – d. 1992) a fost un demnitar comunist, ambasador român, primar al municipiului Cluj în perioada 1957–1960.
A fost prim-secretar al Comitetului de Partid al orașului Cluj, iar apoi al regiunii / județului Cluj, până în 1972. A fost membru al CC al PCR (1960–1974), îndeplinind și alte funcții, precum cea de ambasador în Polonia (1973–1978), vicepreședinte al Consiliului Culturii și Educației Socialiste (1978–1982), membru al Comisiei Centrale de Revizie (1974–1989), membru supleant al Comitetului Politic Executiv (1969–1974) etc.

## Decorații
- Ordinul „23 August” clasa a III-a (18 august 1964) „pentru merite deosebite în opera de construire a socialismului, cu prilejul celei de a XX-a aniversări a eliberării patriei”[1]
- Ordinul „Tudor Vladimirescu” clasa a III-a (30 aprilie 1966) „cu prilejul celei de-a 45-a aniversări de la înființarea Partidului Partidului Comunist din România, pentru merite deosebite în opera de construire a socialismului”[2]
- Medalia „A XXV-a Aniversare a Eliberării Patriei” (4 august 1969) „pentru merite deosebite în lupta împotriva fascismului, în eliberarea țării, în războiul antihitlerist, în instaurarea puterii democrat-populare și construirea socialismului în Republica Socialistă România, cu prilejul celei de-a XXV-a aniversări a eliberării patriei”[3]
- Ordinul „Steaua Republicii Socialiste România” clasa a II-a (4 mai 1971) „cu prilejul aniversării a 50 de ani de la constituirea Partidului Comunist Român, [...] pentru merite deosebite în opera de construire a socialismului”[4]
- Medalia „25 de ani de la proclamarea Republicii” (26 decembrie 1972) „pentru merite deosebite în opera de construire a socialismului, cu prilejul aniversării a 25 de ani de la proclamarea Republicii”[5]

## Vezi și
- Lista primarilor Clujului